# Борогонци
[[Категорія:1805     ]]
Борогонци (якут. Бороҕон, рос. Борогонцы) — село в Росії, у Республіці Саха (Якутія). Адміністративний центр Усть-Алданського улусу.